# Peter Vindahl Jensen
Peter Vindahl Jensen (Helsingør, 16 februari 1998) is een Deens voetballer die als doelman bij Sparta Praag speelt. Na een huurperiode verruilde hij AZ definitief voor de Tsjechische topclub.

## Clubcarrière
Vindahl Jensen genoot zijn jeugdopleiding bij HUI, Lyngby BK en FC Nordsjælland. Op 26 september 2018 maakte hij zijn officiële debuut in het eerste elftal van laatstgenoemde club: in de bekerwedstrijd tegen HB Köge kreeg hij een basisplaats van trainer Kasper Hjulmand. Nordsjælland won de wedstrijd met 0-1 en mocht een ronde verder, deze wedstrijd tegen Vendsyssel FF – opnieuw met Vindahl Jensen in doel – ging evenwel verloren. In januari 2019 brak Nordsjælland zijn contract open tot medio 2022.
Bij de start van de play-offs van het seizoen 2018/19 nam hij even de plaats van concurrent Nicolai Larsen in, maar in de laatste vier wedstrijden van het seizoen stond Larsen toch opnieuw onder de lat. Na de transfer van Larsen naar EA Guingamp in de zomer van 2020 werd Vindahl Jensen eerste doelman bij Nordsjælland, dat in het seizoen 2020/21 vijfde eindigde in de Superligaen.
In augustus 2021 ondertekende hij een contract voor vier seizoenen bij AZ, waar hij het vertrek van Marco Bizot naar Stade Brestois moest opvangen.

## Clubstatistieken
| Seizoen     | Club             | Competitie              | Competitie | Competitie | Beker | Beker | Internationaal | Internationaal | Overig | Overig | Totaal | Totaal |
| Seizoen     | Club             | Competitie              | Wed.       | Dlp.       | Wed.  | Dlp.  | Wed.           | Dlp.           | Wed.   | Dlp.   | Wed.   | Dlp.   |
| ----------- | ---------------- | ----------------------- | ---------- | ---------- | ----- | ----- | -------------- | -------------- | ------ | ------ | ------ | ------ |
| 2018/19     | FC Nordsjaelland | Superligaen             | 6          | 0          | 2     | 0     | 0              | 0              | 0      | 0      | 8      | 0      |
| 2019/20     | FC Nordsjaelland | Superligaen             | 10         | 0          | 1     | 0     | 0              | 0              | 0      | 0      | 11     | 0      |
| 2020/21     | FC Nordsjaelland | Superligaen             | 31         | 0          | 0     | 0     | 0              | 0              | 0      | 0      | 31     | 0      |
| 2021/22     | FC Nordsjaelland | Superligaen             | 5          | 0          | 0     | 0     | 0              | 0              | 0      | 0      | 5      | 0      |
| Club totaal | Club totaal      | Club totaal             | 52         | 0          | 3     | 0     | 0              | 0              | 0      | 0      | 55     | 0      |
| 2021/22     | AZ               | Eredivisie              | 32         | 0          | 4     | 0     | 8              | 0              | 4      | 0      | 48     | 0      |
| Club totaal | Club totaal      | Club totaal             | 32         | 0          | 4     | 0     | 8              | 0              | 4      | 0      | 48     | 0      |
| 2022/23     | →1. FC Nürnberg  | 2. Bundesliga           | 14         | 0          | 2     | 0     | 0              | 0              | 0      | 0      | 16     | 0      |
| Club totaal | Club totaal      | Club totaal             | 14         | 0          | 2     | 0     | 0              | 0              | 0      | 0      | 16     | 0      |
| 2023/24     | → Sparta Praag   | 1. česká fotbalová liga | 28         | 0          | 0     | 0     | 14             | 0              | 4      | 0      | 46     | 0      |
| Totaal      | Totaal           | Totaal                  | 126        | 0          | 9     | 0     | 22             | 0              | 4      | 0      | 161    | 0      |

Bijgewerkt op 26 mei 2024.

## Interlandcarrière
Vindahl Jensen is sinds 2016 Deens jeugdinternational.
1 Vindahl Jensen ·
2 Suchomel ·
3 Imanol ·
4 Solbakken ·
5 Ross ·
6 Kairinen ·
7 Olatunji ·
8 Pavelka ·
10 Rrahmani ·
11 Tuci ·
13 Daněk ·
14 Birmančević ·
17 Preciado ·
18 Sadílek ·
20 Laçi · 
21 Pešek ·
22 Haraslín ·
24 Vorel ·
25 Sørensen ·
27 Panák  ·
28 Wiesner ·
29 Krasniqi ·
30 Zelený ·
32 Ryneš ·
33 Cobbaut ·
41 Vitík ·
44 Surovčík ·
Coach: Friis
· Assistent-coach: Sparv
· Keeperstrainer: Zítka